# دو سنغان (سنبل أباد)
دو سنغان (بالفارسية: دوسنگان) هي قرية تقع في إيران في قسم سنبل أباد الریفي. يقدر عدد سكانها بـ 273 نسمة بحسب إحصاء 2016.